# صائد الثعالب الإنجليزي
صائد الثعالب الإنجليزي هو واحد من أربعة سلالات من الكلاب صائد الثعالب. إنه ابن عم صائد الثعالب الأمريكي. وهو كلب صيد بالرائحة وُلِّدَت لاصطياد الثعالب عن طريق الرائحة.

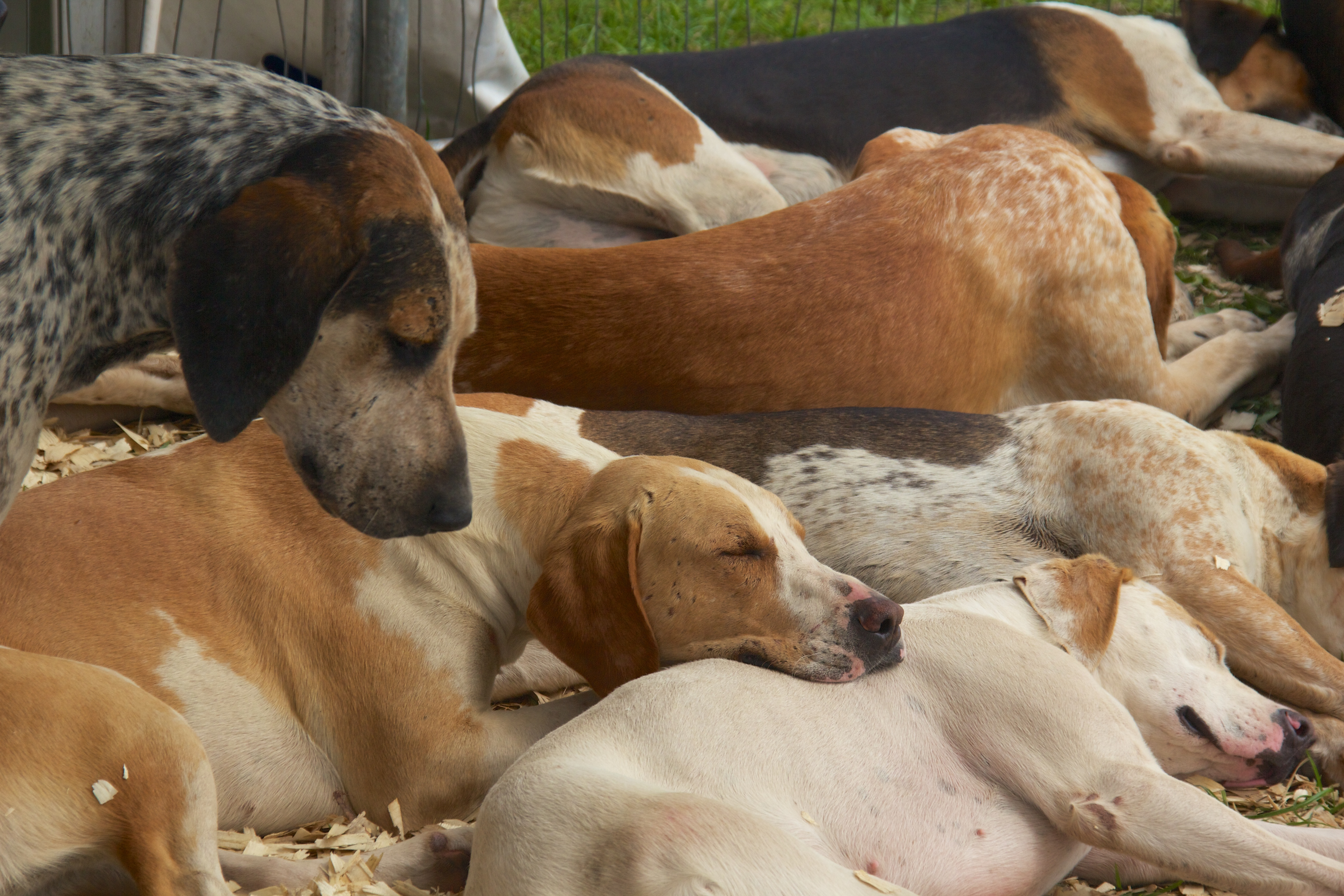